# Phoroncidia ellenbergeri
Phoroncidia ellenbergeri är en spindelart som beskrevs av Lucien Berland 1913. Phoroncidia ellenbergeri ingår i släktet Phoroncidia och familjen klotspindlar.
Artens utbredningsområde är Gabon. Inga underarter finns listade i Catalogue of Life.